# Gatò di patate
El gatò di patate (también conocido como gattò di patate) es un plato típico tradicional de la cocina napolitana en el que el ingrediente principal es la patata. El nombre proviene de una modificación del nombre francés gâteau (pastel). Se trata de un plato saciante que se suele elaborar generalmente en el periodo invernal y que se sirve muy caliente, recién sacado del horno. 

## Características
Se hace puré de patata a la que se le añade leche (a veces mantequilla) para que sea más líquida. A la mezcla se le añade prosciutto crudo o mortadella (o algún embutido como salame), queso rallado (parmesano) una cierta cantidad de mozzarella y scamorza, pimienta y sal. A la mezcla se le suele añadir uno o dos huevos duros y posteriormente se gratina en el horno.